# Wait (Unix)
Pour les articles homonymes, voir wait.
wait est une commande Unix (norme POSIX) qui met en pause une exécution jusqu'à la fin d'un processus donné.

## Utilisation
```
 
wait
 
[
n
]

```

n désigne un PID existant. S'il est absent, la commande attend que tous les jobs soient terminés.

## Exemple
```
#!/usr/bin/env bash

$
 
ls
 
-R
 
/
 
>
 
/dev/null
 
2
>
&
1
 
&

[
2
]
 
1986
   
# Le n° du premier processus est 2

$
 
wait
 
%2
  
# Attente de la fin du processus n°2

```